# World Gone Wrong
World Gone Wrong — двадцять дев'ятий студійний альбом американського музиканта та автора пісень Боба Ділана, виданий 26 жовтня 1992 року лейблом Columbia Records.

## Про альбом
Як і попередній альбом Good as I Been to You, World Gone Wrong складається виключно із пісень в стилі фолк, виконаних під гітару і губку гармоніку. Настрій платівки загалом більш сумний і трагічніший ніж у Good as I Been to You.
Альбом отримав досить позитивні відгуки. Не зважаючи на премію Греммі у номінації «Найкращий альбом традиційного фолку», платівка не піднялась вище 70-ї позиції в США і 35-ї — у Великій Британії.
Як і попередній альбом, World Gone Wrong був записаний для виконання умов контракту від 18 січня 1988 року (це останній альбом, виданий під цим договором).

## Список пісень
| #  | Назва               | Тривалість |
| -- | ------------------- | ---------- |
| 1. | «World Gone Wrong»  | 3:57       |
| 2. | «Love Henry»        | 4:24       |
| 3. | «Ragged & Dirty»    | 4:09       |
| 4. | «Blood in My Eyes»  | 5:04       |
| 5. | «Broke Down Engine» | 3:22       |

| #   | Назва          | Тривалість |
| --- | -------------- | ---------- |
| 6.  | «Delia»        | 5:41       |
| 7.  | «Stack A Lee»  | 3:50       |
| 8.  | «Two Soldiers» | 5:45       |
| 9.  | «Jack-A-Roe»   | 4:56       |
| 10. | «Lone Pilgrim» | 2:43       |